# دوروتئوس غزه
دوروتئوس غزه (به یونانی باستان: Δωρόθεος τῆς Γάζης Dorotheos tes Gazes؛ حدود ۵۰۰ – ۵۶۰ یا ۵۸۰ میلادی)، دوروتئوس ارشیماندریت یا ابا دوروتئوس، یک راهب و اسقف مسیحی بود. او به عنوان یک راهب در صومعهٔ سریدوس در نزدیکی غزه زندگی کرد و دستورالعمل‌هایی دربارهٔ زندگی ریاضت‌کشانه نوشت که هم بر رهبانیت شرقی و هم بر رهبانیت غربی تأثیر گذاشت.

## برخی از دستورالعمل‌های پدر دوروتئوس

### دربارهٔ چگونگی مقابله با رذائل
۱۱. هر که خواهان نجات است، نه تنها باید از بدی دوری کند، بلکه موظف است نیکی کند، درست همان‌طور که در مزمور آمده است: «از بدی دوری کن و نیکی کن» (مزمور ۳۴:۱۴). به عنوان مثال، اگر کسی عصبانی بود، نباید تنها خشمگین نشود، بلکه باید فروتن نیز گردد؛ اگر کسی مغرور بود، نباید تنها از غرور خودداری کند، بلکه باید متواضع نیز شود؛ بنابراین، هر شور و هیجان منفی یک فضیلت متقابل دارد: غرور – فروتنی، خسیس بودن – نیکوکاری، شهوت – پاکدامنی، سستی دل – صبر، خشم – ملایمت، نفرت – محبت.

### دربارهٔ چگونگی دوری از خشم
۲۷. غیرممکن است کسی بر همسایه‌اش خشمگین شود، مگر اینکه ابتدا خود را برتر از او بداند، او را کوچک شمارد و سپس خود را از همسایه‌اش بالاتر ببیند.

### دربارهٔ فروتنی
۳۱. بدانید که اگر شخصی تحت فشار فکری قرار گیرد و آن را (به پدر روحانی خود) اعتراف نکند، به آن فکر قدرت بیشتری برای مقابله و شکنجهٔ خود خواهد داد. اگر فرد فکر آزاردهنده را اعتراف کند، اگر با آن مقابله کرده و بجنگد، و میل به ضد آن فکر را در خود القا کند، آن شور منفی تضعیف خواهد شد و در نهایت از آزار او دست برخواهد داشت. بدین ترتیب با گذشت زمان، با تعهد خود و دریافت کمک از پرودگار، آن شخص بر خود آن شور منفی غلبه خواهد کرد.

### دربارهٔ چگونگی دیدن خوبی در دیگران
۴۴. شنیدم که یک نفر وقتی به خانهٔ یکی از دوستانش رفت و اتاق را نامرتب و حتی کثیف یافت، با خود می‌گفت: «مبارک باد این شخص، زیرا او نگرانی‌های مربوط به امور دنیوی را به تعویق انداخته، ذهن خود را چنان به سمت آسمان متمرکز کرده که حتی زمانی برای مرتب کردن اتاقش ندارد.» اما وقتی به خانهٔ دوست دیگری رفت و اتاقش را مرتب و تمیز یافت، با خود می‌گفت: «روح این شخص به پاکی اتاقش است و وضعیت اتاقش از روح او سخن می‌گوید.» و او هرگز دیگری را قضاوت نکرد که سهل‌انگار یا مغرور است، بلکه از طریق سرشت مهربان خود، در همه نیکی دید و از همه بهره برد. باشد که پرودگار نیکو همین سرشت مهربان را به ما عطا کند، تا ما نیز از همه بهره‌مند شویم و هرگز خطاهای دیگران را نبینیم.